# Prosenoides dispar
Prosenoides dispar là một loài ruồi trong họ Tachinidae.